# Station Rozebeke
Station Rozebeke is een voormalig spoorweghalte in Rozebeke, deelgemeente van de Belgische gemeente Zwalm, op de spoorlijn 82 (Aalst-Elzele).

## Geschiedenis
De stopplaats werd bediend vanaf de opening van de spoorlijn 82 op 1 juli 1885.
Van deze spoorlijn 82 is het gedeelte tussen Zottegem en Nederbrakel afgeschaft op 13 mei 1963 voor personenvervoer, in 1964 voor goederenvervoer, en opgebroken in 1965.
Het gedeelte tussen Zottegem en Opbrakel is in 1978 verhard tot een wandel- en fietspad, en heet het Mijnwerkerspad.
0,0: Aalst ·
2,1: Aalst-Kerrebroek ·
4,2: Vijfhuizen ·
6,5: Erpe-Mere ·
9,0: Bambrugge ·
10,0/11,2: Burst ·
13,0: Terhagen ·
14,3: Herzele ·
16,0: Hillegem ·
17,6: Leeuwergem ·
20,2: Zottegem ·
2,3: Rozebeke ·
3,6: Michelbeke ·
7,7: Nederbrakel ·
10,7: Opbrakel ·
12,7: Vloesberg-Bos ·
15,6: Queneau ·
16,3: Rigoudrie ·
17,9: Elzele ·
23,0: Marijve ·
24,0: Ronse